# 陳氏兄弟集團
陳氏兄弟集團（法語：Tang Frères）是當今西歐最大的華商企業。

## 历史
1976年由陳克威（法語：Bou Rattanavan）、陳克光（法語：Bounmy Rattanavan）昆仲創建。陳氏兄弟祖籍廣東揭陽普寧，從父輩起先後在泰國和老撾謀生，70年代移居法國。集團法文名中的來自陳姓在潮汕方言中的發音（潮州話拼音：dang5，國際音標：/taŋ˥/）。集團在法蘭西島大區擁有多家連鎖超市，其中最主要的是位于巴黎十三區伊夫里大街（法語：Avenue d'Ivry）的陳氏第一超市，專營亞洲食品。紧邻另一家华人超市巴黎士多集团。

## 外部連結
- 陳氏兄弟(中國)集團主頁 (Archive)